# ガブリエリーノ語
ガブリエリーノ語(Gabrielino language)は、トンヴァ語(Tongva language)とも呼ばれ、アメリカ合衆国カリフォルニア州のロサンゼルス郡およびオレンジ郡北部でかつて話されていた言語。現在は死語となっている。

## 概要
ガブリエリーノ語は、シエラマドレ山地の南にあるロサンゼルス盆地一帯で話されていた。また、海をへだてたチャンネル諸島のサンタカタリナ島、サンクレメンテ島でも話されていた。サンニコラス島で話されていた言語がガブリエリーノ語かどうかはよくわからない。
ガブリエリーノ族は南カリフォルニアで最も富み、人口の多い民族のひとつだったが、体系的な研究が始まる前にそのほとんどが滅んでしまった。かつては5000人ほどの話者がいたという。
ガブリエリーノ語はユト・アステカ語族のタキック諸語に含まれる。ハリントンによると4つ、クローバーによると6つほどの方言に分かれていたという。
早く消滅したために、ユト・アステカ語族のうちで最も研究のいきとどいていない言語になっている。主要な資料はジョン・ピーボディー・ハリントンのフィールドノート（未公刊）で、これを使った研究が行われている。
「ガブリエリーノ」の名は、1771年にこの地に建てられたミッション・サン・ガブリエル・アルカンヘルに由来する。クリントン・ハート・メリアムは民族名を「トンヴァ」(Tong-va)と記しており、こちらの名前が望ましいとすることもあるが、この語が本当に民族名であるかどうかについては疑問も提起されている。

## 歌
チョウセンアサガオ属の植物を使った祭儀に関連するガブリエリーノ語の歌があり、ルイセーニョ族やディエゲーニョ族も、意味がわからないままガブリエリーノ語で歌を歌っていた。ガブリエリーノ語の歌を記録した蝋管録音が残っている。

## 地名
ガブリエリーノ語の地名は多く-ŋaで終わっている。ロサンゼルスの地名のうち、カウェンガ(Cahuenga)、トパンガ(Topanga)、トゥフンガ(Tujunga)などはガブリエリーノ語に由来する。